# Drechslera andersenii
Drechslera andersenii är en svampart som beskrevs av A. Lam 1986. Drechslera andersenii ingår i släktet Drechslera och familjen Pleosporaceae.   Inga underarter finns listade i Catalogue of Life.